# Carmen Carrera
Carmen Carrera (Elmwood Park, 13 de abril de 1985) é uma personalidade de reality show, modelo, dançarina, artista burlesca e atriz norte-americana, conhecida por aparecer na terceira temporada do reality show RuPaul's Drag Race, da Logo, bem como em sua série spin-off RuPaul's Drag U. Carrera é uma mulher transgênero e ativista dos direitos dos transgêneros.

## Primeiros anos e carreira

Carrera notabilizou-se na terceira temporada de RuPaul's Drag Race, em 2011

Carrera nasceu em Elmwood Park, Nova Jérsei. Em 2011, ela apareceu na terceira temporada do reality show de competição, RuPaul's Drag Race. Carrera é a segunda concorrente na história do show (depois da colega de elenco da terceira temporada, Shangela) a se juntar ao elenco depois de ser eliminada, e junto com Raja, Manila Luzon e Delta Work, fazia parte da camarilha conhecida como "Heathers", que tirou o nome do filme de 1988, Heathers. No episódio 10, "RuPaul-a-Palooza", Carrera foi eliminada por sua performance enquanto dublava um cover inspirado em reggae da música "Superstar" de RuPaul. Os juízes Michelle Visage, Santino Rice e Billy Brasfield votaram para convidar Carrera novamente para a competição no episódio 12, "Jocks in Frocks". Posteriormente, Carrera foi eliminada naquele episódio após estilizar um atleta masculino musculoso em seu próprio estilo de drag "nu".
A edição de novembro de 2011 da revista de moda W apresentou uma série de produtos fictícios em anúncios de estilo realista como parte de um projeto de arte para toda a edição. Carrera foi destaque na série como o rosto da fragrância fictícia La Femme. Em 2011, Carrera, junto com as concorrentes da terceira temporada de Drag Race, Manila Luzon e Shangela Laquifa Wadley, apareceram em um comercial de televisão para o site de viagens Orbitz.
Carrera também tem sido ativa na conscientização e ativismo sobre a AIDS. Depois de aparecer em um anúncio da Gilead Sciences intitulado "Red Ribbon Runway" com as colegas de Drag Race Manila Luzon, Delta Work, Shangela Laquifa Wadley e Alexis Mateo, o vestido que ela usou foi leiloado pela Logo em comemoração ao Dia Mundial da AIDS. A renda do leilão foi doada à Associação Nacional de Pessoas com AIDS.
Carrera apareceu como uma "professora drag" em dois episódios da segunda temporada de RuPaul's Drag U. No episódio "80s Ladies", ela deu à cantora Stacey Q uma transformação que aumentou sua confiança. Carrera apareceu no videoclipe do artista Lovari para "Take My Pain Away".
Em um episódio do programa de notícias da ABC, Primetime: What Would You Do?, exibido em 4 de maio de 2012, Carrera interpretou o papel de um garçom transgênero trabalhando em uma lanchonete em Nova Jersey. Um ator que interpreta um cliente repreende o personagem de Carrera por sua experiência passada de ter sido atendido por ela quando ela se apresentou como homem, levando outros clientes a defendê-lo. Este programa também marcou a primeira vez em que Carrera se revelou publicamente transgênero.
Em 11 de junho de 2012, Carrera apareceu em um episódio da série Cake Boss, do canal TLC, "Bar Mitzvah, Beads & Oh Baby!", no qual, sem saber, participou de uma pegadinha envolvendo o "Primo Anthony" Bellifemine, primo de Buddy Valastro, do "Cake Boss", que tinha um encontro marcado com Carrera. A piada tinha Valastro dizendo a Bellifemine que "(...) Esse é um homem, baby!" Carrera, no entanto, concordou originalmente em aparecer no programa para promover a igualdade para a comunidade transgênero, sem saber que estaria envolvida em uma piada. Após a exibição do programa, Carrera repreendeu a situação no Facebook. Valastro posteriormente se desculpou pelo incidente. No dia seguinte, em 12 de junho de 2012, a TLC anunciou que "Bar Mitzvah, Beads & Oh Baby!" havia sido retirado da rotação indefinidamente, com a rede planejando reeditar o episódio para futuras transmissões.

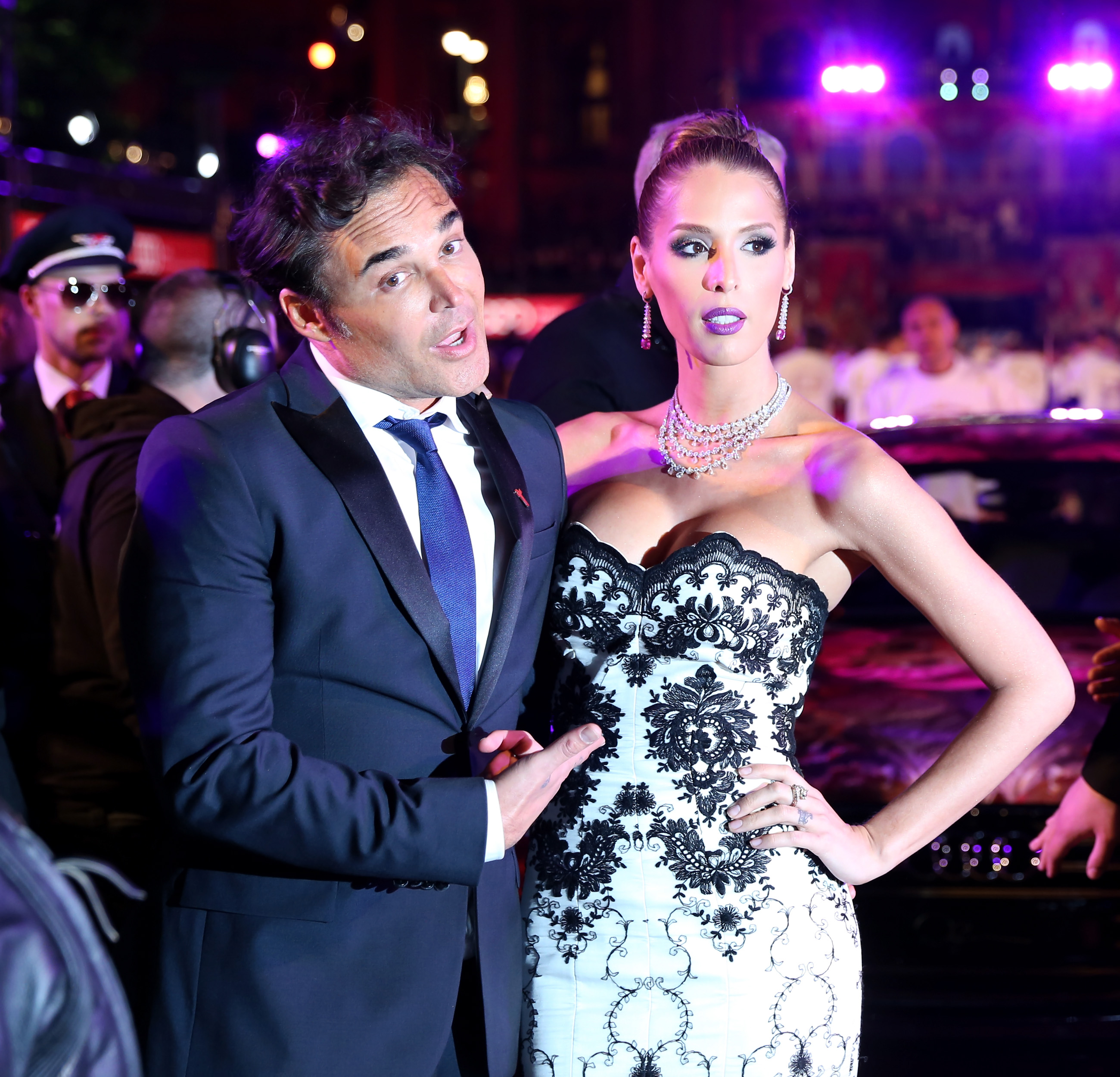
Carrera com David LaChapelle no Life Ball 2014

Uma petição começou solicitando que Carrera servisse como modelo durante o Victoria's Secret Fashion Show de 2013, mas apesar da cobertura da mídia e de aproximadamente 45 mil assinaturas, a petição não teve sucesso.
Em março de 2014, Carrera criticou abertamente RuPaul pelo uso do pejorativo "she-male" em um episódio de RuPaul's Drag Race. Ela continuou a criticar RuPaul quando a questão surgiu novamente em 2015, depois que a Logo retirou o jogo "Female or SheMale" de Drag Race, o que levou RuPaul a defender o uso da palavra "tranny". Os protestos contínuos de Carrera levaram a acusações de outros de que ela estava cuspindo no prato que comeu. Carrera respondeu que, embora aprecie a oportunidade de competir em Drag Race, ela finalmente ganhou seu status por meio de seus esforços e dos de seu agente, amigos, fãs e família, e que ela não era obrigada a apoiar o uso de linguagem transfóbica por RuPaul.
Carrera foi destaque no trabalho do fotógrafo David LaChapelle. Ela posou para um pôster do Life Ball, que tem duas versões; cada uma a retrata com genitálias diferentes para representar a confusão da identidade de gênero.
Em 2014, Carrera foi incluída na lista anual "40 under 40" do Advocate e fez uma aparição especial no episódio de estreia de Jane the Virgin.
Também em 2014, Carrera foi destaque na capa do quinto aniversário da revista C☆NDY junto com outras treze mulheres transgênero: Janet Mock, Laverne Cox, Geena Rocero, Isis King, Gisele Alicea, Leyna Ramous, Dina Marie, Nina Poon, Juliana Huxtable, Niki M'nray, Pêche Di, Carmen Xtravaganza e Yasmine Petty.
Em 2023, Carrera fez parte da campanha "Turn Up The Love" no Mês do Orgulho LGBTQIA da empresa AT&T em Dallas, Texas, ao lado dos músicos Years & Years e Wrabel. No mesmo ano, ela desfilou nos desfiles de moda da Nike, Natalia Fedner, Lila Nikole Rivera e Michael Costello na Miami Swim Week.

## Vida pessoal
Carrera estava em uma união estável com Adrian Torres desde 2009, mas anunciou em 2013 que eles haviam se separado. Em 2015, os dois se reuniram, recebendo aconselhamento de relacionamento enquanto eram filmados para o programa de televisão Couples Therapy. Eles se casaram em 10 de junho de 2015 durante as filmagens do programa, que foi ao ar como o final da temporada em 9 de dezembro de 2015. Eles se divorciaram mais tarde em 2021.
Carrera se identificou publicamente como um homem gay, e continuou a se apresentar como tal durante as filmagens da terceira temporada de RuPaul's Drag Race, mas começou sua transição de gênero quando concluiu as filmagens. Ela é de ascendência porto-riquenha-peruana.